# Список выходов в открытый космос с 201-го по 250-й (2001—2006 годы)
Предыдущие выходы в открытый космос: Список выходов в открытый космос со 151-го по 200-й (1997—2001 годы)
Последующие выходы в открытый космос: Список выходов в открытый космос с 251-го по 300-й (2006—2008 годы)
| №    | Полёт                                               | Участники, скафандры                                           | Начало (UTC)          | Окончание (UTC)       | Длительность, критерий | Комментарий |
| ---- | --------------------------------------------------- | -------------------------------------------------------------- | --------------------- | --------------------- | ---------------------- | --- |
| 201. | STS-104 / МКС ВКД-2 (из шаттла «Атлантис»)          | Майкл Гернхардт EMU № 3013 Джеймс Райли EMU № 3017             | 18 июля 2001 03:04    | 18 июля 2001 09:33    | 6 ч 29 мин             | Установка трех баков высокого давления (два с кислородом и один с азотом) на модуле «Квест» на МКС |
| 202. | STS-104 / МКС ВКД-3 (из модуля «Квест» МКС)         | Майкл Гернхардт EMU № 3013 Джеймс Райли EMU № 3017             | 21 июля 2001 04:35    | 21 июля 2001 08:37    | 4 ч 2 мин              | Первый выход из модуля «Квест» МКС. Установка бака высокого давления с азотом на модуле «Квест» на МКС, прокладка кабеля для обеспечения связи в скафандрах «Орлан» при выходах из «Квеста» |
| 203. | STS-105 / МКС ВКД-1 (из шаттла «Дискавери»)         | Даниэль Барри EMU № 3010 Патрик Форрестер EMU № 3013           | 16 августа 2001 13:58 | 16 августа 2001 20:14 | 6 ч 16 мин             | Установка бака с аммиаком EAS на секции P6 на МКС, монтаж контейнеров PEC-1 и PEC-2 эксперимента MISSE на модуле «Квест» |
| 204. | STS-105 / МКС ВКД-2 (из шаттла «Дискавери»)         | Даниэль Барри EMU № 3010 Патрик Форрестер EMU № 3013           | 18 августа 2001 13:42 | 18 августа 2001 19:11 | 5 ч 29 мин             | Установка поручней и прокладка кабелей для временного электропитания нагревателей секции S0 на модуле «Дестини» на МКС |
| 205. | МКС Экспедиция МКС-3 ВКД-1 (из модуля «Пирс» МКС)   | Владимир Дежуров Орлан-М № 23 Михаил Тюрин Орлан-М № 12        | 8 октября 2001 14:24  | 8 октября 2001 19:22  | 4 ч 58 мин             | Первый выход из модуля «Пирс» МКС. Стыковка электроразъемов радиотелеметрической системы «Транзит-Б» для обеспечения связи в скафандрах «Орлан», монтаж выходного устройства, четырёх поручней на выходных люках, грузовой стрелы ГСтМ-1 и штанги с антеннами АР-ВКА и 2АР-ВКА радиотехнической системы «Курс», раскрытие стыковочной мишени на модуле «Пирс» на МКС                           |
| 206. | МКС Экспедиция МКС-3 ВКД-2 (из модуля «Пирс» МКС)   | Владимир Дежуров Орлан-М № 23 Михаил Тюрин Орлан-М № 12        | 15 октября 2001 09:17 | 15 октября 2001 15:08 | 5 ч 52 мин             | Установка трех панелей эксперимента MPAC&SEED и планшета «Кромка 1-0» на модуле «Звезда» на МКС, замена пластины с российским флагом на пластину с логотипом Kodak на модуле «Пирс» |
| 207. | МКС Экспедиция МКС-3 ВКД-3 (из модуля «Пирс» МКС)   | Владимир Дежуров Орлан-М № 23 Фрэнк Калбертсон Орлан-М № 12    | 12 ноября 2001 21:41  | 13 ноября 2001 02:46  | 5 ч 4 мин              | Прокладка и подключение кабелей радиотехнической системы «Курс» между модулями «Звезда» и «Пирс» на МКС, испытания грузовой стрелы ГСтМ-1, осмотр недораскрывшейся боковой створки панели солнечной батареи СБ-2 на «Звезде». Сотый выход в российских скафандрах |
| 208. | МКС Экспедиция МКС-3 ВКД-4 (из модуля «Пирс» МКС)   | Владимир Дежуров Орлан-М № 23 Михаил Тюрин Орлан-М № 12        | 3 декабря 2001 13:20  | 3 декабря 2001 16:06  | 2 ч 46 мин             | Удаление герметизирующего резинового кольца из стыковочного узла на агрегатном отсеке модуля «Звезда» на МКС, оставшегося от грузового корабля «Прогресс М-45» и помешавшего стягиванию «Прогресса М1-7», фотографирование конденсаторных датчиков системы микрометеоритного контроля на «Звезде»                                                                                              |
| 209. | STS-108 / МКС (из шаттла «Индевор»)                 | Линда Гудвин EMU № 3005 Дэниел Тани EMU № 3009                 | 10 декабря 2001 17:52 | 10 декабря 2001 22:04 | 4 ч 12 мин             | Установка теплозащитных матов на узлы вращения BGA панелей солнечных батарей 2B и 4B на секции P6 на МКС |
|      |                                                     |                                                                |                       |                       |                        | |
| 210. | МКС Экспедиция МКС-4 ВКД-1 (из модуля «Пирс» МКС)   | Юрий Онуфриенко Орлан-М № 14 Карл Уолз Орлан-М № 12            | 14 января 2002 20:59  | 15 января 2002 03:02  | 6 ч 3 мин              | Перенос грузовой стрелы ГСтМ-2 с гермоадаптера PMA-1 на модуле «Пирс» с помощью грузовой стрелы ГСтМ-1, установка антенны радиолюбительской связи WA-3 на модуле «Звезда» на МКС |
| 211. | МКС Экспедиция МКС-4 ВКД-2 (из модуля «Пирс» МКС)   | Юрий Онуфриенко Орлан-М № 14 Дэниел Бёрш Орлан-М № 12          | 25 января 2002 15:19  | 25 января 2002 21:18  | 5 ч 59 мин             | Установка шести газозащитных устройств на двигателях ориентации, антенны радиолюбительской связи WA-4, аппаратуры «Платан-М» и съемных кассет-контейнеров СКК № 1-СМ и СКК № 2-СМ, осмотр иллюминатора № 7, замена планшета «Кромка 1-0» на «Кромка 1-1» на модуле «Звезда» на МКС, монтаж съемной кассеты-контейнера СКК № 1-СО на модуле «Пирс»                                              |
| 212. | МКС Экспедиция МКС-4 ВКД-3 (из модуля «Квест» МКС)  | Карл Уолз EMU № 3014 Дэниел Бёрш EMU № 3009                    | 20 февраля 2002 11:38 | 20 февраля 2002 17:25 | 5 ч 47 мин             | Перенос адаптера грузовой стрелы с гермоадаптера PMA-1 на модуль «Заря» на МКС, обеспечение проверки преобразователей постоянного тока на секции P6, демонтаж четырёх теплозащитных матов с секции Z1, осмотр контейнеров PEC-1 и PEC-2 эксперимента MISSE на модуле «Квест» |
| 213. | STS-109 ВКД-1 (из шаттла «Колумбия»)                | Джон Грунсфелд EMU № 3013 Ричард Линнехан EMU № 3010           | 4 марта 2002 06:37    | 4 марта 2002 13:38    | 7 ч 1 мин              | Замена на Космическом телескопе имени Хаббла HST правой панели солнечной батареи и её диодного блока |
| 214. | STS-109 ВКД-2 (из шаттла «Колумбия»)                | Джеймс Ньюман EMU № 3017 Майкл Массимино EMU № 3011            | 5 марта 2002 06:40    | 5 марта 2002 13:56    | 7 ч 16 мин             | Замена на Космическом телескопе имени Хаббла HST левой панели солнечной батареи, её диодного блока, гиродина RWA-1 |
| 215. | STS-109 ВКД-3 (из шаттла «Колумбия»)                | Джон Грунсфелд EMU № 3017 Ричард Линнехан EMU № 3010           | 6 марта 2002 08:28    | 6 марта 2002 15:16    | 6 ч 48 мин             | Замена на Космическом телескопе имени Хаббла HST блока управления электропитанием PCU |
| 216. | STS-109 ВКД-4 (из шаттла «Колумбия»)                | Джеймс Ньюман EMU № 3017 Майкл Массимино EMU № 3011            | 7 марта 2002 09:00    | 7 марта 2002 16:30    | 7 ч 30 мин             | Замена на Космическом телескопе имени Хаббла HST камеры слабых объектов FOC на усовершенствованную исследовательскую камеру ACS, установка блока электроники ESM для системы охлаждения камеры-спектрометра NICMOS |
| 217. | STS-109 ВКД-5 (из шаттла «Колумбия»)                | Джон Грунсфелд EMU № 3017 Ричард Линнехан EMU № 3010           | 8 марта 2002 08:46    | 8 марта 2002 16:06    | 7 ч 20 мин             | Установка и подключение на Космическом телескопе имени Хаббла HST системы охлаждения камеры-спектрометра NICMOS |
| 218. | STS-110 / МКС ВКД-1 (из модуля «Квест» МКС)         | Стивен Смит EMU № 3015 Рекс Уолхайм EMU № 3009                 | 11 апреля 2002 14:36  | 11 апреля 2002 22:24  | 7 ч 48 мин             | Установка двух передних опор MTS между секцией S0 и модулем «Дестини» на МКС, трех коробов с кабелями электропитания и передачи данных и аммиачными магистралями на «Дестини», стыковка кабелей и магистралей для активации секции S0, протягивание и подключение кабеля TUS-1 к зенитному блоку IUA мобильного транспортера MT                                                                |
| 219. | STS-110 / МКС ВКД-2 (из модуля «Квест» МКС)         | Джерри Росс EMU № 3006 Ли Морин EMU № 3003                     | 13 апреля 2002 14:09  | 13 апреля 2002 21:39  | 7 ч 30 мин             | Установка двух задних опор MTS между секцией S0 и модулем «Дестини» на МКС, протягивание и подключение кабеля TUS-2 к надирному блоку IUA мобильного транспортера MT, демонтаж двух стартовых кронштейнов с секции S0 |
| 220. | STS-110 / МКС ВКД-3 (из модуля «Квест» МКС)         | Стивен Смит EMU № 3015 Рекс Уолхайм EMU № 3009                 | 14 апреля 2002 13:48  | 14 апреля 2002 20:15  | 6 ч 27 мин             | Переконфигурация источника электропитания манипулятора SSRMS с модуля «Дестини» на секцию S0 на МКС, демонтаж стартовых креплений и теплозащитных матов с мобильного транспортера MT |
| 221. | STS-110 / МКС ВКД-4 (из модуля «Квест» МКС)         | Джерри Росс EMU № 3006 Ли Морин EMU № 3003                     | 16 апреля 2002 14:29  | 16 апреля 2002 21:06  | 6 ч 37 мин             | Установка трапа с поручнями между секцией S0 и модулем «Квест» на МКС, двух светильников на модулях «Юнити» и «Дестини», спектрометра заряженных частиц EV-CPDS и поручней на секции S0 |
| 222. | STS-111 / МКС ВКД-1 (из модуля «Квест» МКС)         | Фрэнклин Чанг-Диас EMU № 3013 Филипп Перрэн EMU № 3015         | 9 июня 2002 15:27     | 9 июня 2002 22:41     | 7 ч 14 мин             | Установка узла захвата PDGF на секции P6 на МКС, временный монтаж укладки с шестью дополнительными противометеороидными панелями на гермоадаптере PMA-1, снятие теплоизолирующего покрытия с Мобильной базовой системы MBS |
| 223. | STS-111 / МКС ВКД-2 (из модуля «Квест» МКС)         | Фрэнклин Чанг-Диас EMU № 3013 Филипп Перрэн EMU № 3015         | 11 июня 2002 15:20    | 11 июня 2002 20:20    | 5 ч 00 мин             | Стыковка кабелей электропитания и передачи данных между мобильным транспортером MT и Мобильной базовой системой MBS на секции S0 на МКС, механическое соединение MT и MBS, перестановка захвата для грузов POA на MBS в рабочее положение, установка поворотной камеры/светильника CLPA на MBS                                                                                                 |
| 224. | STS-111 / МКС ВКД-3 (из модуля «Квест» МКС)         | Фрэнклин Чанг-Диас EMU № 3013 Филипп Перрэн EMU № 3015         | 13 июня 2002 15:16    | 13 июня 2002 22:33    | 7 ч 17 мин             | Замена запястного сустава на манипуляторе SSRMS на МКС, обеспечивающего его вращение по крену |
| 225. | МКС Экспедиция МКС-5 ВКД-1 (из модуля «Пирс» МКС)   | Валерий Корзун Орлан-М № 14 Пегги Уитсон Орлан-М № 23          | 16 августа 2002 09:25 | 16 августа 2002 13:48 | 4 ч 25 мин             | Перенос с помощью грузовой стрелы ГСтМ-2 с гермоадаптера PMA-1 и установка на модуле «Звезда» на МКС шести дополнительных противометеороидных панелей |
| 226. | МКС Экспедиция МКС-5 ВКД-2 (из модуля «Пирс» МКС)   | Валерий Корзун Орлан-М № 14 Сергей Трещёв Орлан-М № 23         | 26 августа 2002 05:27 | 26 августа 2002 10:48 | 5 ч 21 мин             | Установка площадки фиксации и четырёх направляющих проводок на поручнях на модуле «Заря» на МКС, демонтаж панели № 1 аппаратуры MPAC&SEED и сдвиг панелей № 2 и № 3, замена планшета «Кромка 1-1» на «Кромка 1-2», монтаж антенн радиолюбительской связи WA-1 и WA-2 и осмотр съемного конденсаторного датчика системы микрометеоритного контроля на модуле «Звезда»                           |
| 227. | STS-112 / МКС ВКД-1 (из модуля «Квест» МКС)         | Дэвид Вулф EMU № 3017 Пирс Селлерс EMU № 3011                  | 10 октября 2002 15:21 | 10 октября 2002 22:22 | 7 ч 1 мин              | Снятие стартовых замков с балки радиаторов и установка антенны связи S-диапазона и телекамеры ETVCG на секции S1 на МКС, стыковка кабелей электропитания и передачи данных между секциями S0 и S1, демонтаж стартовых креплений с тележки CETA 1 |
| 228. | STS-112 / МКС ВКД-2 (из модуля «Квест» МКС)         | Дэвид Вулф EMU № 3017 Пирс Селлерс EMU № 3011                  | 12 октября 2002 14:31 | 12 октября 2002 20:35 | 6 ч 4 мин              | Монтаж вставок на гидроразъемах аммиачных магистралей между секциями Z1 и P6 на МКС, между секцией Z1 и модулем «Дестини» и на модулях клапанов балки радиаторов на секции S1, установка телекамеры ETVCG на «Дестини», демонтаж стартовых креплений с тележки CETA 1, подключение бака с аммиаком и снятие стартовых замков с балки радиаторов на секции S1                                   |
| 229. | STS-112 / МКС ВКД-3 (из модуля «Квест» МКС)         | Дэвид Вулф EMU № 3017 Пирс Селлерс EMU № 3011                  | 14 октября 2002 14:11 | 14 октября 2002 20:47 | 6 ч 36 мин             | Восстановление работоспособности надирного блока IUA мобильного транспортера MT на МКС, установка двух перемычек аммиачных магистралей между секциями S0 и S1, снятие двух стартовых кронштейнов и монтаж вставок на гидроразъемах аммиачных магистралей на секции S1 |
| 230. | STS-113 / МКС ВКД-1 (из модуля «Квест» МКС)         | Майкл Лопес-Алегриа EMU № 3014 Джон Херрингтон EMU № 3009      | 26 ноября 2002 19:49  | 27 ноября 2002 02:34  | 6 ч 45 мин             | Стыковка кабелей электропитания и передачи данных между секциями S0 и P1 на МКС, демонтаж стартовых креплений с тележки CETA 2, снятие двух стартовых кронштейнов и монтаж вставок на гидроразъемах аммиачных магистралей на секции P1, монтаж приемопередатчика беспроводной видеосистемы WETA № 1 на модуле «Юнити»                                                                          |
| 231. | STS-113 / МКС ВКД-2 (из модуля «Квест» МКС)         | Майкл Лопес-Алегриа EMU № 3014 Джон Херрингтон EMU № 3009      | 28 ноября 2002 18:36  | 29 ноября 2002 00:46  | 6 ч 10 мин             | Установка двух перемычек аммиачных магистралей между секциями S0 и P1 на МКС, монтаж вставок на гидроразъемах аммиачных магистралей и приемопередатчика беспроводной видеосистемы WETA № 2 и снятие стартовых замков с балки радиаторов на секции P1, перенос тележки CETA 2 с секции P1 на S1                                                                                                 |
| 232. | STS-113 / МКС ВКД-3 (из модуля «Квест» МКС)         | Майкл Лопес-Алегриа EMU № 3014 Джон Херрингтон EMU № 3009      | 30 ноября 2002 19:25  | 1 декабря 2002 02:25  | 7 ч 00 мин             | Установка в рабочее положение антенны связи UHF-диапазона на секции P1 на МКС, монтаж вставок на гидроразъемах аммиачных магистралей между секциями Z1 и P6, между секцией Z1 и модулем «Дестини» и на модулях клапанов балки радиаторов на секции P1, подключение бака с аммиаком на секции P1                                                                                                |
|      |                                                     |                                                                |                       |                       |                        | |
| 233. | МКС Экспедиция МКС-6 ВКД-1 (из модуля «Квест» МКС)  | Кеннет Бауэрсокс EMU № 3013 Доналд Петтит EMU № 3011           | 15 января 2003 12:50  | 15 января 2003 19:41  | 6 ч 51 мин             | Подготовка к раскрытию среднего радиатора на секции P1 на МКС, очистка надирного стыковочного узла модуля «Юнити» |
| 234. | МКС Экспедиция МКС-6 ВКД-2 (из модуля «Квест» МКС)  | Кеннет Бауэрсокс EMU № 3013 Доналд Петтит EMU № 3011           | 8 апреля 2003 12:40   | 8 апреля 2003 19:06   | 6 ч 26 мин             | Отключение электропитания болтов между секциями S1 и S0 и между секциями S0 и P1, замена модуля дистанционных контроллеров электропитания RPCM на мобильном транспортере MT, установка светильника на секции S1, переконфигурация электропитания гиродинов CMG-2 и CMG-3 |
|      |                                                     |                                                                |                       |                       |                        | |
| 235. | МКС Экспедиция МКС-8 (из модуля «Пирс» МКС)         | Александр Калери Орлан-М № 23 Майкл Фоул Орлан-М № 14          | 26 февраля 2004 21:17 | 27 февраля 2004 01:13 | 3 ч 55 мин             | Замена съемной кассеты-контейнера СКК № 1-СО на СКК № 2-СО на модуле «Пирс» на МКС, демонтаж панели № 2 аппаратуры MPAC&SEED и сдвиг панели № 3, установка антропоморфного фантома «Матрешка-Е» и замена СКК № 1-СМ на СКК № 3-СМ на модуле "Звезда. Выход сокращен из-за нештатной работы системы охлаждения в скафандре Калери вследствие случайного пережатия одной из трубок               |
| 236. | МКС Экспедиция МКС-9 ВКД-1 (из модуля «Пирс» МКС)   | Геннадий Падалка (внутри) Орлан-М № 25 Майкл Финк Орлан-М № 26 | 24 июня 2004 21:57    | 24 июня 2004 22:10    | 14 мин                 | Досрочное прекращение выхода в связи с утечкой кислорода из основного баллона скафандра Майкла Финка |
| 237. | МКС Экспедиция МКС-9 ВКД-2 (из модуля «Пирс» МКС)   | Геннадий Падалка Орлан-М № 25 Майкл Финк Орлан-М № 26          | 30 июня 2004 21:19    | 1 июля 2004 02:59     | 5 ч 40 мин             | Замена модуля дистанционных контроллеров питания RPCM гиродина CMG-2 на секции S0 и установка блока контроля давления и осаждения на модуле «Пирс» |
| 238. | МКС Экспедиция МКС-9 ВКД-3 (из модуля «Пирс» МКС)   | Геннадий Падалка Орлан-М № 25 Майкл Финк Орлан-М № 26          | 3 августа 2004 06:58  | 3 августа 2004 11:28  | 4 ч 30 мин             | Замена съёмной кассеты-контейнера СКК № 2-СМ на СКК № 4-СМ и планшета «Кромка 1-2» на «Кромка 1-3», демонтаж шести лазерных световозвращателей ЛСВ и аппаратуры «Платан-М», установка трех модернизированных лазерных световозвращателей ЛСВ-М, мишени видеометра и антенны WAS № 1,2 межбортовой радиолинии                                                                                   |
| 239. | МКС Экспедиция МКС-9 ВКД-4 (из модуля «Пирс» МКС)   | Геннадий Падалка Орлан-М № 25 Майкл Финк Орлан-М № 26          | 3 сентября 2004 16:43 | 3 сентября 2004 22:04 | 5 ч 21 мин             | Замена сменной панели № 1 регулятора расхода жидкости и установка четырёх направляющих проводок на модуле «Заря», монтаж трех антенн межбортовой радиолинии WAL № 1, 2, 3 на модуле «Звезда» |
|      |                                                     |                                                                |                       |                       |                        | |
| 240. | МКС Экспедиция МКС-10 ВКД-1 (из модуля «Пирс» МКС)  | Салижан Шарипов Орлан-М № 27 Лерой Чиао Орлан-М № 25           | 26 января 2005 07:41  | 26 января 2005 13:11  | 5 ч 28 мин             | Установка на модуле «Звезда» универсального рабочего места УРМ-Д с монтажом на него манипуляторного устройства Robotik и перенос панели № 3 эксперимента MPAC&SEED с установкой на её месте приемопередатчика с антенной TM/TC, монтаж аппаратуры «Биориск-МСН» на модуле «Пирс» |
| 241. | МКС Экспедиция МКС-10 ВКД-2 (из модуля «Пирс» МКС)  | Салижан Шарипов Орлан-М № 27 Лерой Чиао Орлан-М № 25           | 28 марта 2005 06:25   | 28 марта 2005 10:55   | 4 ч 30 мин             | Установка трех антенн межбортовой радиолинии WAL № 4, 5, 6 и антенного блока аппаратуры спутниковой навигации АСН-М на модуле «Звезда», «ручной» запуск технологического наноспутника ТНС-0 № 1 |
| 242. | STS-114 / МКС ВКД-1 (из «Дискавери»)                | Соити Ногути EMU № 3017 Стивен Робинсон EMU № 3004             | 30 июля 2005 09:46    | 30 июля 2005 16:36    | 6 ч 50 мин             | Демонстрация способов ремонта поврежденных образцов теплозащитных плиток и RCC-панелей передних кромок крыльев шаттла, монтаж устройства крепления ESPAD на Шлюзовом отсеке «Квест», замена антенны GPS AA № 2 на секции S0, переконфигурация кабелей на секции Z1 для восстановления питания гиродина CMG-2, снятие контейнеров PEC-1 и PEC-2 эксперимента MISSE с «Квеста»                   |
| 243. | STS-114 / МКС ВКД-2 (из «Дискавери»)                | Соити Ногути EMU № 3017 Стивен Робинсон EMU № 3004             | 1 августа 2005 08:42  | 1 августа 2005 15:56  | 7 ч 14 мин             | Замена гиродина CMG-1 на секции Z1 |
| 244. | STS-114 / МКС ВКД-3 (из «Дискавери»)                | Соити Ногути EMU № 3017 Стивен Робинсон EMU № 3004             | 3 августа 2005 08:48  | 3 августа 2005 14:49  | 6 ч 1 мин              | Монтаж внешней складской платформы ESP-2 на устройстве крепления ESPAD, установка контейнера PEC-5 эксперимента MISSE на секции P6, снятие узла захвата манипулятора FRGF с ESP-2, удаление двух высовывающихся заполнителей промежутков между теплозащитными плитками на «брюхе» шаттла |
| 245. | МКС Экспедиция МКС-11 (из модуля «Пирс» МКС)        | Сергей Крикалёв Орлан-М № 25 Джон Филлипс Орлан-М № 27         | 18 августа 2005 19:02 | 18 августа 2005 23:59 | 4 ч 58 мин             | Снятие контейнера № 1 оборудования «Биориск-МСН» с модуля «Пирс», демонтаж панели № 3 аппаратуры MPAC&SEED и антропоморфного фантома «Матрёшка-Е», установка резервной телекамеры и замена съёмной кассеты-контейнера СКК № 3-СМ на СКК № 5-СМ на модуле «Звезда» |
| 246. | МКС Экспедиция МКС-12 ВКД-1 (из модуля «Квест» МКС) | Уильям Макартур EMU № 3009 Валерий Токарев EMU № 3010          | 7 ноября 2005 15:32   | 7 ноября 2005 20:54   | 5 ч 22 мин             | Установка внешней телекамеры ETVCG на секции P1, демонтаж контроллера мотора вращения балки радиаторов RJMC с секции S1, снятие датчика измерения плавающего потенциала FPP с секции P6 и последующее его выбрасывание, замена модуля дистанционных контроллеров питания RPCM на мобильном транспортере MT                                                                                     |
|      |                                                     |                                                                |                       |                       |                        | |
| 247. | МКС Экспедиция МКС-12 ВКД-2 (из модуля «Пирс» МКС)  | Валерий Токарев Орлан-М № 27 Уильям Макартур Орлан-М № 25      | 3 февраля 2006 22:44  | 4 февраля 2006 04:27  | 5 ч 43 мин             | Запуск миниспутника «РадиоСкаф» № 1, перенос адаптера грузовой стрелы с модуля «Заря» на гермоадаптер PMA-3, вытаскивание кабеля TUS-1 из аварийного отсекателя на зенитном блоке IUA мобильного транспортера MT, демонтаж контейнера № 2 оборудования «Биориск-МСН» с модуля «Пирс», мониторинг внешнего состояния российского сегмента (эксперимент «Панорама»)                              |
| 248. | МКС Экспедиция МКС-13 ВКД-1 (из модуля «Пирс» МКС)  | Павел Виноградов Орлан-М № 25 Джеффри Уильямс Орлан-М № 26     | 1 июня 2006 22:48     | 2 июня 2006 05:19     | 6 ч 31 мин             | Установка насадка на заправочный клапан КЗ3 на переходном отсеке модуля «Звезда» для обеспечения штатного сброса водорода из системы получения кислорода «Электрон-ВМ», снятие планшета «Кромка 1-3», демонтаж третьего контейнера оборудования «Биориск-МСН» и блока контроля давления и осаждения с модуля «Пирс», замена телекамеры на Мобильной базовой системе MBS американского сегмента |
| 249. | STS-121 / МКС ВКД-1 (из модуля «Квест» МКС)         | Пирс Селлерс EMU № 3006 Майкл Фоссум EMU № 3015                | 8 июля 2006 13:17     | 8 июля 2006 20:48     | 7 ч 31 мин             | Вставка блокиратора резака в зенитный блок IUA мобильного транспортера MT и подключение кабеля TUS-1 к IUA на МКС, динамические испытания связки манипулятора RMS и штанги OBSS в качестве платформы для выполнения астронавтами возможного ремонта поврежденной теплозащиты шаттла |
| 250. | STS-121 / МКС ВКД-2 (из модуля «Квест» МКС)         | Пирс Селлерс EMU № 3006 Майкл Фоссум EMU № 3015                | 10 июля 2006 12:14    | 10 июля 2006 19:01    | 6 ч 47 мин             | Установка модуля насосов на платформе ESP-2, замена надирных блоков IUA на мобильном транспортере MT и TUS-RA на секции S0, прокладка и подключение кабеля TUS-2 к IUA |